# پارک ملی سمین
پارک ملی سِمین (به انگلیسی: Simien National Park) پارکی ملی واقع در اتیوپی در آفریقاست. این پارک در سال ۱۹۷۸ در فهرست میراث جهانی یونسکو قرار گرفت اما از سال ۱۹۹۶ تا امروز نام آن به‌علت دست‌اندازی انسان به زیستگاه‌های حیات وحش و اثرات سوء آن بر محیط در فهرست میراث جهانی در معرض خطر وارد شده است.

## مشخصات
پارک ملی سمین به مساحت ۲۲٬۰۰۰ هکتار در شمال اتیوپی در فلات آمهارا و در غرب کوه‌های سمین، در ۱۲۰ کیلومتری شمال شرقی گوندار قرار دارد. این پارک که در سال ۱۹۶۹ و با مساحت اولیهٔ ۲۲٬۵۰۰ هکتار با عنوان پارک ملی کوهستان سمین بنیاد نهاده شد دارای یکی از تماشایی‌ترین چشم‌اندازها در دنیا است. میلیون‌ها سال فرسایش شدید سبب پدیدآمدن کوه‌ها و قله‌هایی دندانه‌دار، دره‌هایی ژرف و پرتگاه‌هایی تا عمق ۱٬۵۰۰ متر در این منطقه شده‌است.

## جانوران
در کل بیش از ۲۰ گونه پستاندار بزرگ‌جثه و بیش از ۱۳۰ نوع پرنده در پارک ملی سمین دیده می‌شوند. وجود گونه‌های در معرض خطری همچون بز کوهی والیا که فقط در این نقطه از جهان یافت می‌شود، بابون گلادا و گرگ اتیوپیایی سبب اهمیت‌یافتن پارک سمین از نظر جهانی شده است. از دیگر پستانداران بزرگ پارک می‌توان به بابون آنوبیس، بابون هامادریاس و شغال طلایی اشاره نمود.
همچنین ۵ گونه پستاندار کوچک و ۱۶ گونه پرندهٔ بومی اریتره و/یا اتیوپی به‌علاوهٔ جمعیت قابل توجهی از نوعی کرکس موسوم به کرکس ریش‌دار در کوه‌های واقع در این پارک می‌زیند.

## میراث در خطر
پارک ملی سمین در سال ۱۹۷۸ به‌عنوان یکی از نخستین چهار میراث طبیعی جهان در فهرست میراث جهانی یونسکو ثبت گردید. اما این پارک در فاصلهٔ سال‌های ۱۹۸۳ تا ۱۹۹۹ که جنگ‌های داخلی در این کشور به‌مدت ۱۷ سال ادامه داشت بر روی بازدیدکنندگان بسته‌شد. در این میان در سال ۱۹۹۶ نام پارک ملی سمین به‌علت کاهش جمعیت بز کوهی والیا که در نتیجهٔ اسکان انسان‌ها در منطقه اتفاق افتاده بود و همچنین چرای دام‌ها، کشاورزی و جاده‌سازی از سوی کمیتهٔ میراث جهانی در فهرست میراث جهانی در معرض خطر قرار گرفت.